# 丸山匠
丸山 匠（まるやま たくみ、1935年5月31日 - 2009年11月5日）は、日本のドイツ文学者。旧・東京都立大学名誉教授。

## 略歴
東京生まれ。父は作家の丸山義二、兄に丸山工作がいる。
私立武蔵中学高校卒。1959年東京大学文学部独文科卒、1961年同大学院修士課程修了、東京大学助手、1963年埼玉大学講師、1965年助教授、1973年旧・東京都立大学助教授、1987年教授、1999年定年退官、名誉教授。

## 翻訳
- ゲルハルト・フリッチュ『謝肉祭』新潮社 1970
- J.ツィーム「田舎だより」『現代世界演劇 13 (リアリズム劇 2)』白水社 1971
- ジークフリート・レンツ『国語の時間』新潮社 1971
- W.ヴゥアー「マジック・アフターヌーン」『現代世界演劇 17 (最新劇)』白水社 1972
- マリアンネ・ケスティング『現代演劇の展望』大島勉,越部暹共訳 朝日出版社 1975
- ヴォルフガング・ヒルデスハイマー『モーツァルトは誰だったのか』白水社 1976
- ゲルハルト・プラウゼ『天才の通信簿』加藤慶二共訳 講談社 1978　のち文庫
- ペーター・ションディ『現代戯曲の理論』市村仁共訳 法政大学出版局 叢書・ウニベルシタス　1979
- マイヤー=フェルスター『アルト=ハイデルベルク』1980 岩波文庫
- ゲルハルト・プラウゼ『天才のプライバシー』加藤慶二共訳 講談社 1981.8.
- ハンス・クレブス『オットー・ワールブルク 生化学の開拓者』丸山工作共訳 岩波書店 科学ライブラリー　1982
- ヴォルフガング・リマー『R・W・ファスビンダー ニュー・ジャーマン・シネマの旗手』欧日協会 1983

## 論文
- ＜丸山匠